# Agave attenuata
Espèce
Classification phylogénétique
L'agave à cou de cygne, aussi appelée agave à queue de renard (Agave attenuata), est une espèce de la famille des Agavaceae.
Elle forme des touffes de rosettes de feuilles de couleur vert-gris, sans épines terminales.
En vieillissant, chaque rosette se retrouve au bout d'un tronc pouvant atteindre plusieurs dizaines de centimètres.
L'inflorescence de l'agave à cou de cygne est particulièrement décorative. Courbe, évoquant un cou de cygne, c'est à elle que cette espèce doit son nom vernaculaire.
Elle est originaire du Mexique, de l'État de Mexico et de Jalisco.
Usages:
On fait de nombreuses utilisations de plusieurs espèces d'agave en Amérique tout particulièrement au Mexique. Des boissons alcoolisées en sont extraites comme le pulque à l'aspect baveux. Typique du centre du Mexique ce dernier y est produit depuis des millénaires. Les conquistadors ont développé la distillation du pulque pour produire le mezcal et la téquila, principalement à partir de Agave tequilana.

## Galerie

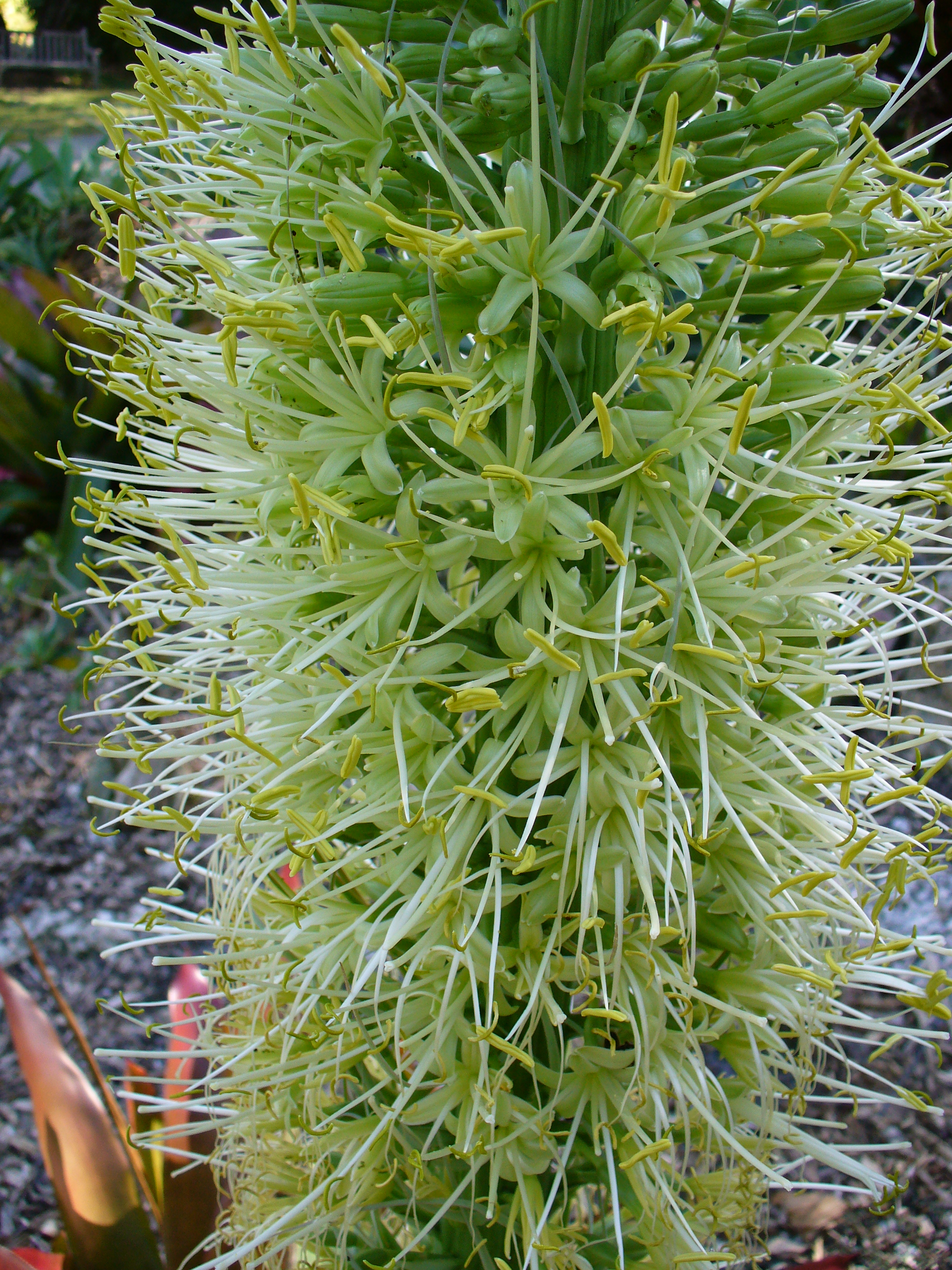
Les fleurs.
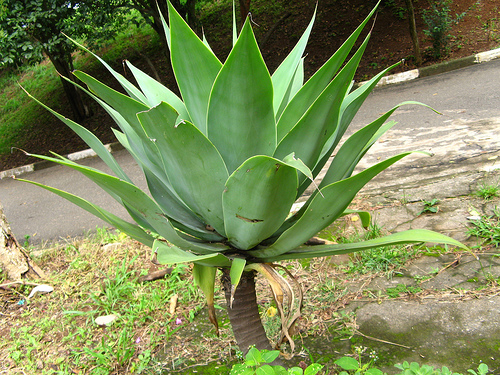
Port de la plante.
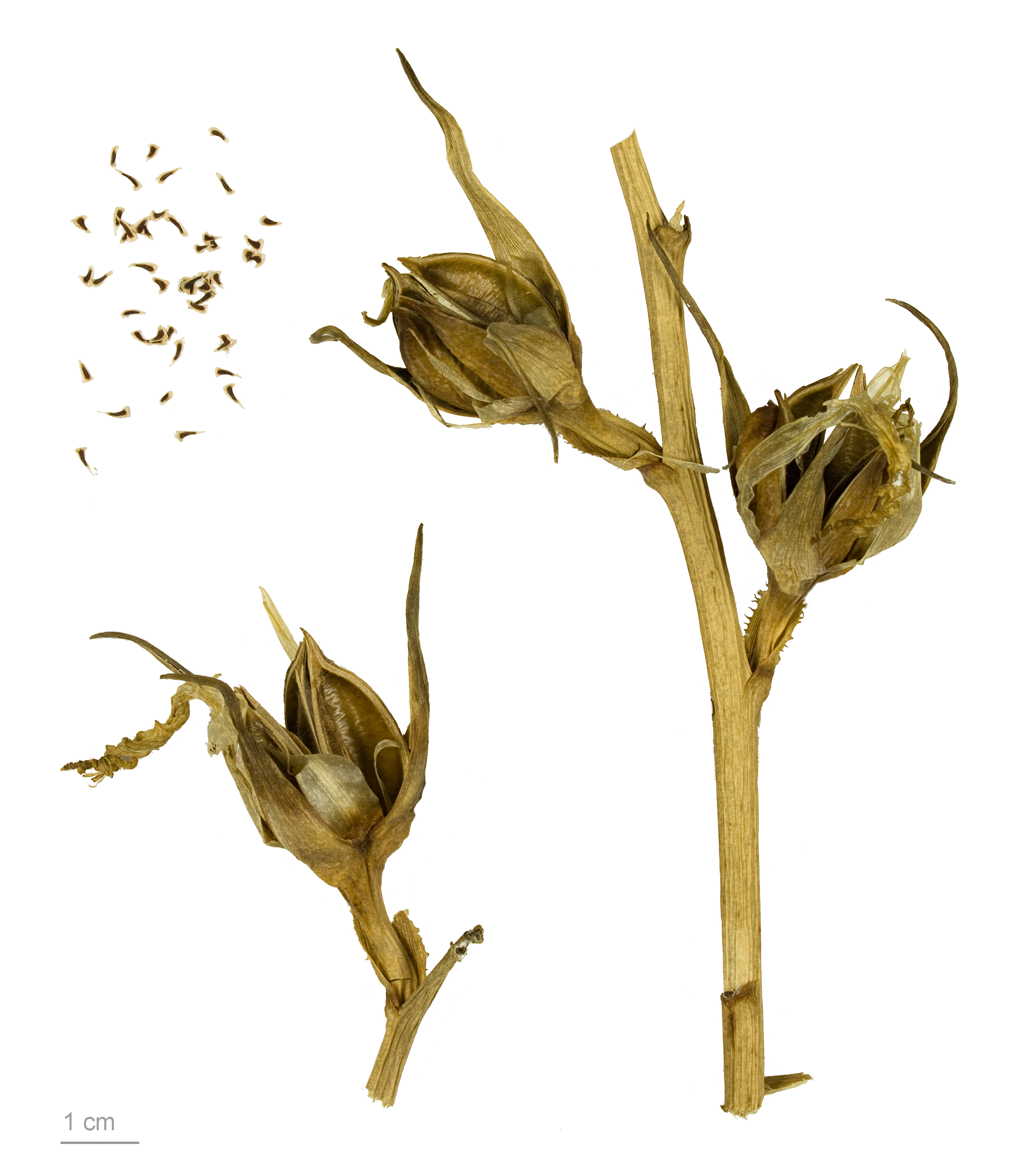
Agave attenuata - Muséum de Toulouse.